# SN 2002gh
SN 2002gh – supernowa odkryta 5 października 2002 roku w galaktyce A030529-0521. W momencie odkrycia miała maksymalną jasność 19,30m.